# Soupe identitaire
Soupe identitaire ("identitär soppa", eller Soupe gauloise, "gallisk soppa") kallades en soppa med fläskkött som bas vilken utspisades till behövande i de franskspråkiga delarna av Europa. Soppan ledde till kontroverser i Frankrike och Belgien och blev föremål för flera turer i rättssystemet. 

## Sopputdelning
Soppan delades ut i soppkök arrangerade av frivilligorganisationen Solidarité des Français, en grupp med starka band till högerradikala organisationen Bloc Identitaire. Soppbespisningen började 2003 och var ursprungligen förlagd till Paris. Senare spred rörelsen sig till andra franska städer som Strasbourg och Nice, samt till Belgien. Oftast ingick också ett glas vin och en bit ost, men för att få detta var mottagaren också tvungen att äta soppa. 

## Diskriminering
Muslimska intresseorganisationer och vänsterorienterade antirasistiska grupper som Mouvement contre le racisme et pour l'amitié entre les peuples började snabbt motarbeta matutdelningen och polismyndigheterna i Paris och Strasbourg stängde därför ned soppköken. Anledningen var att soppan skulle varit rasistisk då muslimer och judar av religiösa eller kulturella skäl inte äter fläskkött eller dricker vin.

## Förbud
Organisationen som stod bakom utdelningen menade att fläsksoppa hade en lång tradition i Frankrike, och att de delade ut den till alla som ville ha. De tog därför avstånd från alla påståenden om rasism och försökte återfå fortsatt tillstånd via rättsliga instanser. I första instansen vann organisationen och soppbespisningarna fick fortsätta sin verksamhet. Emellertid överklagade det franska inrikesdepartementet utslaget och i Conseil d'Etat blev domen ogiltigförklarad. Den socialistiska borgmästaren i Paris, Bertrand Delanoë, gladdes åt utslaget och menade att fläsksoppan var "diskriminerande". Liknande uttalanden kom från Strasbourgs borgmästare Fabienne Keller, som menade att bespisningen hade rasmässiga undertoner.

## Mänskliga rättigheter
Solidarité des Français har inte accepterat domen och har signalerat att de vill ta den vidare till Europadomstolen för mänskliga rättigheter. Domstolen avvisade talan i ett utslag den 16 juni 2009. Den förklarade att rimligheten i att förbjuda sopputdelningen på grund av dess ordningsstörande karaktär var något som de nationella myndigheterna var bäst lämpade att avgöra.
Odile Bonnevard, talesman för gruppen, proklamerade att det var en ledsam tendens i Frankrike att prioritera utomstående gruppers behov framför behoven hos fransoser som delade hennes egen kultur. Soppbespisningen har fått stöd bland annat av Front Nationals Bruno Gollnisch. Gollnisch menar att folk måste få tillåtas hjälpa vilka de vill, och karaktäriserar förbudet som avslöjande för myndigheternas tilltagande främmandeskap inför det franska folket.